# Ola Toivonen
Nils Ola Toivonen (Degerfors, 3 luglio 1986) è un ex calciatore svedese, di ruolo attaccante.

## Caratteristiche tecniche
Abile di testa, forte fisicamente, agile, nonché ottimo finalizzatore, Toivonen è un giocatore dinamico dotato di una discreta velocità negli anni migliori della carriera. Ottimo contropiedista, tra le sue principali caratteristiche rientrano i tagli verso il centro dell'area avversaria partendo dalla fascia destra ai tempi del PSV e un buon bagaglio tecnico che prevede, tra le altre giocate, anche l'elastico.
Con la maglia del PSV ha ricoperto spesso il ruolo di ala o trequartista, spostandosi definitivamente al ruolo di centravanti col suo passaggio al Rennes e sperimentandosi nel ruolo di interno di centrocampo con la maglia del Sunderland. Può giocare anche come esterno d'attacco o seconda punta.

## Carriera

### Club

#### Gli inizi in Svezia
Nato da padre finlandese emigrato a Degerfors, inizia la carriera professionistica nella società della sua città natale, il Degerfors IF. Nel 2006 l'Örgryte IS lo acquista per € 150.000, e l'anno seguente viene acquistato dal Malmö FF per 850.000 euro: è il trasferimento più costoso nella storia del Malmö dopo quello di Afonso Alves (€ 1.300.000). Qui lo svedese sfonda e viene convocato nella Nazionale U-21 che avrebbe partecipato al Campionato europeo di categoria del 2009. Lo stesso anno il Malmö accettò l'offerta di 4.000.000 della società olandese del PSV Eindhoven.

#### L'approdo al PSV

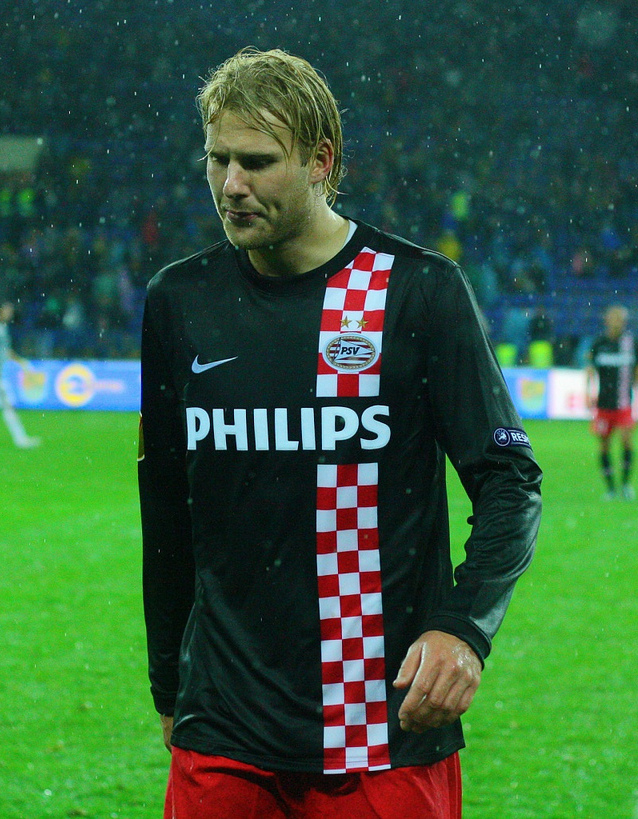
Toivonen nel 2010 con la maglia del PSV.

Il 15 gennaio 2009 è passato dal Malmö al PSV in cambio di € 4 milioni, dopo aver firmato un contratto fino al 2012. L'8 novembre 2009 ha segnato un poker di reti in trasferta contro l'ADO Den Haag. È il ventunesimo giocatore che ci riesce nella storia del PSV e il quarto negli ultimi dieci anni dopo Mateja Kežman, Mark van Bommel e Arnold Bruggink. Chiude la stagione 2009-2010 con un bottino di 13 reti.
Il 15 agosto 2010 sigla una tripletta nella sfida contro il Betaald Voetbal De Graafschap conclusasi per 6-0. Il 24 ottobre 2010 mette la sua firma nella storica goleada contro il Feyenoord, partita terminata sul punteggio di 10-0. Il 1º dicembre 2010 realizza una doppietta contro la Sampdoria nella 5ª giornata di Europa League, sancendo l'eliminazione dei genovesi dalla competizione. Per la stagione 2011-2012 della Eredivisie debutta il 7 agosto da capitano nella sfida persa per 3-1 contro l'AZ Alkmaar.
L'11 marzo 2012 in occasione di NAC Breda-PSV 3-1 gioca la sua partita numero 100 di campionato coi biancorossi.
L'8 aprile segna il primo dei tre gol che consentono al PSV di vincere la Coppa d'Olanda per 3-0 contro l'Heracles Almelo.
Conclude la sua miglior stagione in biancorosso con 33 presenze e 18 gol in campionato giocando per lo più come centrocampista.
Nella stagione 2011-2012 diviene il capitano del PSV. Inaugura la stagione 2012- 2013 con una doppietta contro l'Ajax che permette al PSV di vincere la Supercoppa d'Olanda per 4-2. Segna il suo primo gol in campionato il 18 agosto in occasione del 5-0 rifilato al Roda JC. Infortunatosi ad ottobre, torna in campo quasi 5 mesi più tardi, il 2 marzo, subentrando a Dries Mertens al 59' minuto di PSV-Venlo 2-0. Nel 2013-2014 segna solo 1 gol in 14 incontri di campionato. In tutto con la maglia del PSV in Eredivisie ha giocato 135 partite e segnato 41 gol.

#### Rennes e prestito al Sunderland
Nel mercato invernale si trasferisce per 2,5 milioni di euro al Rennes. Conclude la seconda parte di stagione con 8 reti in 18 partite totali giocate. La stagione seguente gioca ancora con i francesi, nella seconda partita di campionato mette a segno una doppietta nella vittoria casalinga contro l'Evian (6-2 il risultato finale).
Il 28 agosto 2015 passa al Sunderland con la formula del prestito: il suo unico gol durante l'esperienza inglese è segnato in Football League Cup il 22 settembre in una sconfitta casalinga contro il Manchester City (1-4).

#### Tolosa
Il 4 agosto 2016 il Rennes cede Toivonen al Tolosa in cambio di 1 milione di euro. La punta svedese esordisce dieci giorni dopo alla prima giornata di campionato contro l'Olympique Marsiglia (0-0), andando a segno il 20 settembre seguente a Lilla, firmando le due reti che consentono al Tolosa di vincere il match per 1-2. Il 10 dicembre, Toivonen mette a segno una tripletta contro il Lorient (3-2).

#### Melbourne Victory
Il 30 agosto 2018 si trasferisce in Australia al Melbourne Victory. Alla fine della sua prima stagione nel paese oceanico, Toivonen risulta essere l'unico giocatore del Melbourne Victory incluso nella squadra ideale dell'A-League di quell'anno. il 30 settembre 2019 eredita la fascia di capitano da Carl Valeri in vista della stagione 2019-2020, la quale è la sua seconda e ultima trascorsa con i colori del Victory, avendo un contratto in scadenza il 31 maggio 2020.

#### Ritorno al Malmö FF
Dopo essere stato accostato sia al Djurgården che al Malmö FF, Toivonen viene presentato proprio dal Malmö FF l'8 giugno 2020 – a pochi giorni dall'inizio dell'Allsvenskan 2020, posticipata per la pandemia di COVID-19 – con un contratto valido fino a fine 2022: si tratta dunque per lui di un ritorno in maglia azzurra, dopo i due anni trascorsi fra il 2008 e il 2009. Al primo anno dal ritorno in maglia azzurra segna 8 gol in 21 partite, contribuendo alla conquista del titolo nazionale. Il 20 maggio 2021, nel match interno contro l'Elfsborg, si infortuna gravemente al ginocchio e deve così chiudere anzitempo la sua stagione 2021, culminata comunque con la conferma del titolo da parte del Malmö. Al termine dell'Allsvenskan 2022, da lui conclusa con 6 reti in 25 presenze, si ritira dal calcio giocato.

### Nazionale

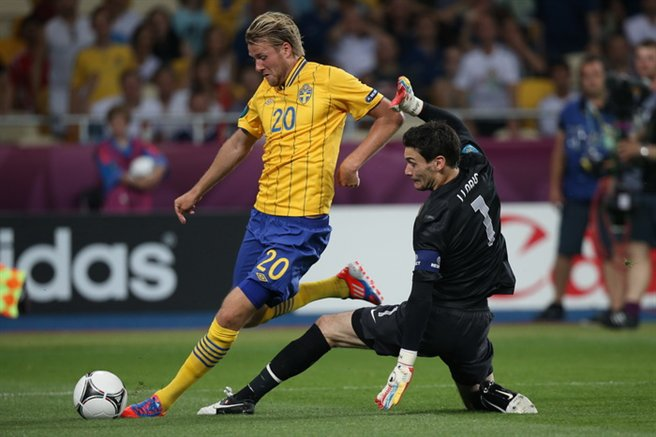
Toivonen durante gli Europei 2012 contro la Francia.

Debutta in nazionale maggiore nel gennaio 2007 in amichevole contro il Venezuela. Segna 3 gol nell'europeo under-21 del 2009. In un'amichevole del 2010 contro la Bosnia segna il suo primo gol con la nazionale maggiore. L'11 ottobre 2011 segna la rete del definitivo 3-2 contro l'Olanda, nell'ultimo match delle qualificazioni agli Europei 2012: con quella vittoria, la Svezia si è qualificata direttamente alla fase finale. Un altro suo gol importante è quello del 9 giugno 2017 in Svezia-Francia, qualificazioni ai mondiali 2018: al 93' minuto segna il gol vittoria da appena dietro la linea di centrocampo, sfruttando un disimpegno errato del portiere transalpino Lloris. Gol poi rivelatosi decisivo per la Svezia ai fini della qualificazione ai play-off da seconda (dietro proprio alla Francia); nel novembre 2017 la selezione scandinava esce vincitrice dai play-off contro l'Italia, tornando così a disputare un mondiale dopo 12 anni.
Viene poi convocato per la manifestazione giocata in Russia dov'è titolare in tutte e 5 le partite della sua nazionale arrivata sorprendentemente ai quarti dove viene eliminata dall'Inghilterra, in cui va anche a segno nella partita persa per 2-1 contro la Germania (poi estromessa a sorpresa dai gironi) all'epoca campione del mondo in carica segnando il gol del provvisorio 1-0.
Nell'agosto 2018, a manifestazione ormai ampiamente terminata, annuncia il proprio ritiro dalla nazionale con cui ha disputato 64 partite andando in gol 14 volte.

## Statistiche

### Presenze e reti nei club
Statistiche aggiornate al 6 febbraio 2022.
| Stagione                 | Squadra                  | Campionato               | Campionato | Campionato | Coppe nazionali | Coppe nazionali | Coppe nazionali | Coppe continentali | Coppe continentali | Coppe continentali | Altre coppe | Altre coppe | Altre coppe | Totale | Totale |
| Stagione                 | Squadra                  | Comp                     | Pres       | Reti       | Comp            | Pres            | Reti            | Comp               | Pres               | Reti               | Comp        | Pres        | Reti        | Pres   | Reti   |
| ------------------------ | ------------------------ | ------------------------ | ---------- | ---------- | --------------- | --------------- | --------------- | ------------------ | ------------------ | ------------------ | ----------- | ----------- | ----------- | ------ | ------ |
| 2006                     | Örgryte                  | A                        | 25         | 6          | SC              | 0               | 0               | -                  | -                  | -                  | -           | -           | -           | 25     | 6      |
| 2007                     | Malmö FF                 | A                        | 24         | 3          | SC              | 0               | 0               | -                  | -                  | -                  | -           | -           | -           | 24     | 3      |
| 2008                     | Malmö FF                 | A                        | 27         | 14         | SC              | 0               | 0               | -                  | -                  | -                  | -           | -           | -           | 27     | 14     |
| gen.-giu. 2009           | PSV                      | E                        | 14         | 6          | CO              | 0               | 0               | UCL                | -                  | -                  | -           | -           | -           | 14     | 6      |
| 2009-2010                | PSV                      | E                        | 33         | 13         | CO              | 4               | 0               | UEL                | 12                 | 1                  | -           | -           | -           | 49     | 14     |
| 2010-2011                | PSV                      | E                        | 28         | 15         | CO              | 2               | 1               | UEL                | 12                 | 4                  | -           | -           | -           | 42     | 20     |
| 2011-2012                | PSV                      | E                        | 33         | 18         | CO              | 4               | 2               | UEL                | 12                 | 6                  | -           | -           | -           | 49     | 26     |
| 2012-2013                | PSV                      | E                        | 17         | 7          | CO              | 1               | 0               | UEL                | 3                  | 1                  | SO          | 1           | 2           | 22     | 10     |
| 2013-gen. 2014           | PSV                      | E                        | 14         | 1          | CO              | 2               | 0               | UCL+UEL            | 1+6                | 0+1                | -           | -           | -           | 23     | 2      |
| Totale PSV               | Totale PSV               | Totale PSV               | 139        | 60         |                 | 13              | 3               |                    | 46                 | 13                 |             | 1           | 2           | 198    | 78     |
| gen.-giu. 2014           | Rennes                   | L1                       | 15         | 7          | CF+CdL          | 3+0             | 1+0             | -                  | -                  | -                  | -           | -           | -           | 18     | 8      |
| 2014-2015                | Rennes                   | L1                       | 30         | 7          | CF+CdL          | 3+2             | 0+0             | -                  | -                  | -                  | -           | -           | -           | 35     | 7      |
| ago. 2015                | Rennes                   | L1                       | 1          | 0          | CF+CdL          | 0+0             | 0+0             | -                  | -                  | -                  | -           | -           | -           | 1      | 0      |
| Totale Rennes            | Totale Rennes            | Totale Rennes            | 46         | 14         |                 | 8               | 1               |                    | -                  | -                  |             | -           | -           | 54     | 15     |
| 2015-2016                | Sunderland               | PL                       | 12         | 0          | FACup+CdL       | 1+1             | 0+1             | -                  | -                  | -                  | -           | -           | -           | 14     | 1      |
| 2016-2017                | Tolosa                   | L1                       | 35         | 7          | CF+CdL          | 1+2             | 0+0             | -                  | -                  | -                  | -           | -           | -           | 38     | 7      |
| 2017-2018                | Tolosa                   | L1                       | 25         | 0          | CF+CdL          | 3+0             | 2+0             | -                  | -                  | -                  | -           | -           | -           | 28     | 2      |
| Totale Tolosa            | Totale Tolosa            | Totale Tolosa            | 60         | 7          |                 | 6               | 2               |                    | -                  | -                  |             | -           | -           | 66     | 9      |
| 2018-2019                | Melbourne Victory        | AL                       | 20+2       | 13+2       | -               | -               | -               | ACL                | 4                  | 2                  | -           | -           | -           | 26     | 17     |
| 2019-2020                | Melbourne Victory        | AL                       | 18         | 10         | FFACup          | 0               | 0               | ACL                | 4                  | 1                  | -           | -           | -           | 22     | 11     |
| Totale Melbourne Victory | Totale Melbourne Victory | Totale Melbourne Victory | 40         | 25         |                 | 0               | 0               |                    | 8                  | 3                  |             | -           | -           | 48     | 28     |
| 2020                     | Malmö FF                 | A                        | 21         | 8          | SC+SC           | 2+0             | 1+0             | UEL                | 2                  | 1                  | -           | -           | -           | 25     | 10     |
| 2021                     | Malmö FF                 | A                        | 8          | 0          | SC+SC           | 3+1             | 1+0             | UCL                | 0                  | 0                  | -           | -           | -           | 12     | 1      |
| 2022                     | Malmö FF                 | A                        | 25         | 6          | SC+SC           | 0+1             | 0+0             | UCL+UEL            | 4+6                | 1+2                | -           | -           | -           | 36     | 9      |
| Totale Malmo             | Totale Malmo             | Totale Malmo             | 105        | 31         |                 | 7               | 2               |                    | 12                 | 4                  |             | -           | -           | 124    | 37     |
| Totale carriera          | Totale carriera          | Totale carriera          | 427        | 143        |                 | 36              | 9               |                    | 66                 | 20                 |             | 1           | 2           | 530    | 174    |

### Cronologia presenze e reti in nazionale
| Cronologia completa delle presenze e delle reti in nazionale ― Svezia | Cronologia completa delle presenze e delle reti in nazionale ― Svezia | Cronologia completa delle presenze e delle reti in nazionale ― Svezia | Cronologia completa delle presenze e delle reti in nazionale ― Svezia | Cronologia completa delle presenze e delle reti in nazionale ― Svezia | Cronologia completa delle presenze e delle reti in nazionale ― Svezia | Cronologia completa delle presenze e delle reti in nazionale ― Svezia | Cronologia completa delle presenze e delle reti in nazionale ― Svezia |
| Data                                                                  | Città                                                                 | In casa                                                               | Risultato                                                             | Ospiti                                                                | Competizione                                                          | Reti                                                                  | Note                                                                  |
| --------------------------------------------------------------------- | --------------------------------------------------------------------- | --------------------------------------------------------------------- | --------------------------------------------------------------------- | --------------------------------------------------------------------- | --------------------------------------------------------------------- | --------------------------------------------------------------------- | --------------------------------------------------------------------- |
| 14-1-2007                                                             | Maracaibo                                                             | Venezuela                                                             | 2 – 0                                                                 | Svezia                                                                | Amichevole                                                            | -                                                                     | 60’                                                                   |
| 21-1-2007                                                             | Quito                                                                 | Ecuador                                                               | 1 – 1                                                                 | Svezia                                                                | Amichevole                                                            | -                                                                     | 82’                                                                   |
| 12-8-2009                                                             | Solna                                                                 | Svezia                                                                | 1 – 0                                                                 | Finlandia                                                             | Amichevole                                                            | -                                                                     | 60’                                                                   |
| 18-11-2009                                                            | Cesena                                                                | Italia                                                                | 1 – 0                                                                 | Svezia                                                                | Amichevole                                                            | -                                                                     | 73’                                                                   |
| 3-3-2010                                                              | Swansea                                                               | Galles                                                                | 0 – 1                                                                 | Svezia                                                                | Amichevole                                                            | -                                                                     |                                                                       |
| 29-5-2010                                                             | Solna                                                                 | Svezia                                                                | 4 – 2                                                                 | Bosnia ed Erzegovina                                                  | Amichevole                                                            | 1                                                                     |                                                                       |
| 2-6-2010                                                              | Minsk                                                                 | Bielorussia                                                           | 0 – 1                                                                 | Svezia                                                                | Amichevole                                                            | -                                                                     | 85’                                                                   |
| 11-8-2010                                                             | Solna                                                                 | Svezia                                                                | 3 – 0                                                                 | Scozia                                                                | Amichevole                                                            | 1                                                                     |                                                                       |
| 3-9-2010                                                              | Solna                                                                 | Svezia                                                                | 2 – 0                                                                 | Ungheria                                                              | Qual. Euro 2012                                                       | -                                                                     | 75’                                                                   |
| 7-9-2010                                                              | Malmö                                                                 | Svezia                                                                | 6 – 0                                                                 | San Marino                                                            | Qual. Euro 2012                                                       | -                                                                     | 47’                                                                   |
| 12-10-2010                                                            | Amsterdam                                                             | Paesi Bassi                                                           | 4 – 1                                                                 | Svezia                                                                | Qual. Euro 2012                                                       | -                                                                     | 79’                                                                   |
| 17-11-2010                                                            | Göteborg                                                              | Svezia                                                                | 0 – 0                                                                 | Germania                                                              | Amichevole                                                            | -                                                                     | 68’                                                                   |
| 8-2-2011                                                              | Nicosia                                                               | Cipro                                                                 | 0 – 2                                                                 | Svezia                                                                | Amichevole                                                            | -                                                                     | 78’                                                                   |
| 3-6-2011                                                              | Chișinău                                                              | Moldavia                                                              | 1 – 4                                                                 | Svezia                                                                | Qual. Euro 2012                                                       | 1                                                                     | 68’                                                                   |
| 7-6-2011                                                              | Solna                                                                 | Svezia                                                                | 5 – 0                                                                 | Finlandia                                                             | Qual. Euro 2012                                                       | -                                                                     | 25’                                                                   |
| 2-9-2011                                                              | Budapest                                                              | Ungheria                                                              | 2 – 1                                                                 | Svezia                                                                | Qual. Euro 2012                                                       | -                                                                     | 68’                                                                   |
| 6-9-2011                                                              | Serravalle                                                            | San Marino                                                            | 0 – 5                                                                 | Svezia                                                                | Qual. Euro 2012                                                       | -                                                                     | 57’                                                                   |
| 7-10-2011                                                             | Helsinki                                                              | Finlandia                                                             | 1 – 2                                                                 | Svezia                                                                | Qual. Euro 2012                                                       | -                                                                     | 68’                                                                   |
| 11-10-2011                                                            | Solna                                                                 | Svezia                                                                | 3 – 2                                                                 | Paesi Bassi                                                           | Qual. Euro 2012                                                       | 1                                                                     | 75’                                                                   |
| 11-11-2011                                                            | Copenaghen                                                            | Danimarca                                                             | 2 – 0                                                                 | Svezia                                                                | Amichevole                                                            | -                                                                     | 57’                                                                   |
| 15-11-2011                                                            | Londra                                                                | Inghilterra                                                           | 1 – 0                                                                 | Svezia                                                                | Amichevole                                                            | -                                                                     | 46’                                                                   |
| 29-2-2012                                                             | Zagabria                                                              | Croazia                                                               | 1 – 3                                                                 | Svezia                                                                | Amichevole                                                            | -                                                                     | 74’                                                                   |
| 30-5-2012                                                             | Göteborg                                                              | Svezia                                                                | 3 – 2                                                                 | Islanda                                                               | Amichevole                                                            | 1                                                                     |                                                                       |
| 5-6-2012                                                              | Solna                                                                 | Svezia                                                                | 2 – 1                                                                 | Serbia                                                                | Amichevole                                                            | 1                                                                     | 55’                                                                   |
| 11-6-2012                                                             | Kiev                                                                  | Ucraina                                                               | 2 – 1                                                                 | Svezia                                                                | Euro 2012 - 1º turno                                                  | -                                                                     | 62’                                                                   |
| 19-6-2012                                                             | Kiev                                                                  | Svezia                                                                | 2 – 0                                                                 | Francia                                                               | Euro 2012 - 1º turno                                                  | -                                                                     | 78’                                                                   |
| 15-8-2012                                                             | Solna                                                                 | Svezia                                                                | 0 – 3                                                                 | Brasile                                                               | Amichevole                                                            | -                                                                     |                                                                       |
| 6-9-2012                                                              | Helsingborg                                                           | Svezia                                                                | 1 – 0                                                                 | Cina                                                                  | Amichevole                                                            | -                                                                     |                                                                       |
| 11-9-2012                                                             | Malmö                                                                 | Svezia                                                                | 2 – 0                                                                 | Kazakistan                                                            | Qual. Mondiali 2014                                                   | -                                                                     | 56’                                                                   |
| 22-3-2013                                                             | Solna                                                                 | Svezia                                                                | 0 – 0                                                                 | Irlanda                                                               | Qual. Mondiali 2014                                                   | -                                                                     | 73’                                                                   |
| 26-3-2013                                                             | Žilina                                                                | Slovacchia                                                            | 0 – 0                                                                 | Svezia                                                                | Amichevole                                                            | -                                                                     |                                                                       |
| 3-6-2013                                                              | Malmö                                                                 | Svezia                                                                | 1 – 0                                                                 | Macedonia                                                             | Amichevole                                                            | -                                                                     | 60’                                                                   |
| 7-6-2013                                                              | Vienna                                                                | Austria                                                               | 2 – 1                                                                 | Svezia                                                                | Qual. Mondiali 2014                                                   | -                                                                     | 70’                                                                   |
| 11-6-2013                                                             | Solna                                                                 | Svezia                                                                | 2 – 0                                                                 | Fær Øer                                                               | Qual. Mondiali 2014                                                   | -                                                                     | 83’                                                                   |
| 15-10-2013                                                            | Solna                                                                 | Svezia                                                                | 3 – 5                                                                 | Germania                                                              | Qual. Mondiali 2014                                                   | -                                                                     | 84’                                                                   |
| 5-3-2014                                                              | Ankara                                                                | Turchia                                                               | 2 – 1                                                                 | Svezia                                                                | Amichevole                                                            | 1                                                                     | 46’                                                                   |
| 28-5-2014                                                             | Copenaghen                                                            | Danimarca                                                             | 1 – 0                                                                 | Svezia                                                                | Amichevole                                                            | -                                                                     | 46’                                                                   |
| 1-6-2014                                                              | Solna                                                                 | Svezia                                                                | 0 – 2                                                                 | Belgio                                                                | Amichevole                                                            | -                                                                     | 80’                                                                   |
| 4-9-2014                                                              | Solna                                                                 | Svezia                                                                | 2 – 0                                                                 | Estonia                                                               | Amichevole                                                            | -                                                                     | 46’                                                                   |
| 9-10-2014                                                             | Solna                                                                 | Svezia                                                                | 1 – 1                                                                 | Russia                                                                | Qual. Euro 2016                                                       | 1                                                                     | 57’                                                                   |
| 31-3-2015                                                             | Solna                                                                 | Svezia                                                                | 3 – 1                                                                 | Iran                                                                  | Amichevole                                                            | 1                                                                     | 46’                                                                   |
| 8-6-2015                                                              | Oslo                                                                  | Norvegia                                                              | 0 – 0                                                                 | Svezia                                                                | Amichevole                                                            | -                                                                     | 63’                                                                   |
| 14-6-2015                                                             | Solna                                                                 | Svezia                                                                | 3 – 1                                                                 | Montenegro                                                            | Qual. Euro 2016                                                       | -                                                                     | 90+1’                                                                 |
| 5-9-2015                                                              | Mosca                                                                 | Russia                                                                | 1 – 0                                                                 | Svezia                                                                | Qual. Euro 2016                                                       | -                                                                     | 46’                                                                   |
| 12-10-2015                                                            | Solna                                                                 | Svezia                                                                | 2 – 0                                                                 | Moldavia                                                              | Qual. Euro 2016                                                       | -                                                                     | 58’                                                                   |
| 7-10-2016                                                             | Lussemburgo                                                           | Lussemburgo                                                           | 0 – 1                                                                 | Svezia                                                                | Qual. Mondiali 2018                                                   | -                                                                     | 76’ 71’                                                               |
| 10-10-2016                                                            | Solna                                                                 | Svezia                                                                | 3 – 0                                                                 | Bulgaria                                                              | Qual. Mondiali 2018                                                   | 1                                                                     |                                                                       |
| 11-11-2016                                                            | Parigi                                                                | Francia                                                               | 2 – 1                                                                 | Svezia                                                                | Qual. Mondiali 2018                                                   | -                                                                     |                                                                       |
| 25-3-2017                                                             | Solna                                                                 | Svezia                                                                | 4 – 0                                                                 | Bielorussia                                                           | Qual. Mondiali 2018                                                   | -                                                                     | 74’                                                                   |
| 9-6-2017                                                              | Solna                                                                 | Svezia                                                                | 2 – 1                                                                 | Francia                                                               | Qual. Mondiali 2018                                                   | 1                                                                     |                                                                       |
| 31-8-2017                                                             | Sofia                                                                 | Bulgaria                                                              | 3 – 2                                                                 | Svezia                                                                | Qual. Mondiali 2018                                                   | -                                                                     | 87’                                                                   |
| 7-10-2017                                                             | Solna                                                                 | Svezia                                                                | 8 – 0                                                                 | Lussemburgo                                                           | Qual. Mondiali 2018                                                   | 1                                                                     |                                                                       |
| 10-10-2017                                                            | Amsterdam                                                             | Paesi Bassi                                                           | 2 – 0                                                                 | Svezia                                                                | Qual. Mondiali 2018                                                   | -                                                                     | 76’                                                                   |
| 10-11-2017                                                            | Solna                                                                 | Svezia                                                                | 1 – 0                                                                 | Italia                                                                | Qual. Mondiali 2018                                                   | -                                                                     |                                                                       |
| 13-11-2017                                                            | Milano                                                                | Italia                                                                | 0 – 0                                                                 | Svezia                                                                | Qual. Mondiali 2018                                                   | -                                                                     | 54’                                                                   |
| 24-3-2018                                                             | Solna                                                                 | Svezia                                                                | 1 – 2                                                                 | Cile                                                                  | Amichevole                                                            | 1                                                                     |                                                                       |
| 27-3-2018                                                             | Craiova                                                               | Romania                                                               | 1 – 0                                                                 | Svezia                                                                | Amichevole                                                            | -                                                                     | 70’                                                                   |
| 2-6-2018                                                              | Solna                                                                 | Svezia                                                                | 0 – 0                                                                 | Danimarca                                                             | Amichevole                                                            | -                                                                     | 65’                                                                   |
| 9-6-2018                                                              | Göteborg                                                              | Svezia                                                                | 0 – 0                                                                 | Perù                                                                  | Amichevole                                                            | -                                                                     | 75’                                                                   |
| 18-6-2018                                                             | Nižnij Novgorod                                                       | Svezia                                                                | 1 – 0                                                                 | Corea del Sud                                                         | Mondiali 2018 - 1º turno                                              | -                                                                     | 77’                                                                   |
| 23-6-2018                                                             | Soči                                                                  | Germania                                                              | 2 – 1                                                                 | Svezia                                                                | Mondiali 2018 - 1º turno                                              | 1                                                                     | 78’                                                                   |
| 27-6-2018                                                             | Ekaterinburg                                                          | Messico                                                               | 0 – 3                                                                 | Svezia                                                                | Mondiali 2018 - 1º turno                                              | -                                                                     |                                                                       |
| 3-7-2018                                                              | San Pietroburgo                                                       | Svezia                                                                | 1 – 0                                                                 | Svizzera                                                              | Mondiali 2018 - Ottavi di finale                                      | -                                                                     |                                                                       |
| 7-7-2018                                                              | Samara                                                                | Svezia                                                                | 0 – 2                                                                 | Inghilterra                                                           | Mondiali 2018 - Quarti di finale                                      | -                                                                     | 65’                                                                   |
| Totale                                                                |                                                                       | Presenze                                                              | 64                                                                    |                                                                       | Reti                                                                  | 14                                                                    |                                                                       |

## Palmarès

### Club
- Campionato svedese: 2

Malmö: 2020, 2021
- Coppa di Svezia: 1

Malmö: 2021-2022
- Coppa dei Paesi Bassi: 1

PSV Eindhoven: 2011-12
- Supercoppa dei Paesi Bassi: 1

PSV Eindhoven: 2012

### Individuale
- Selezione UEFA dell'Europeo Under-21: 1

Svezia 2009